# Grakliani Gora

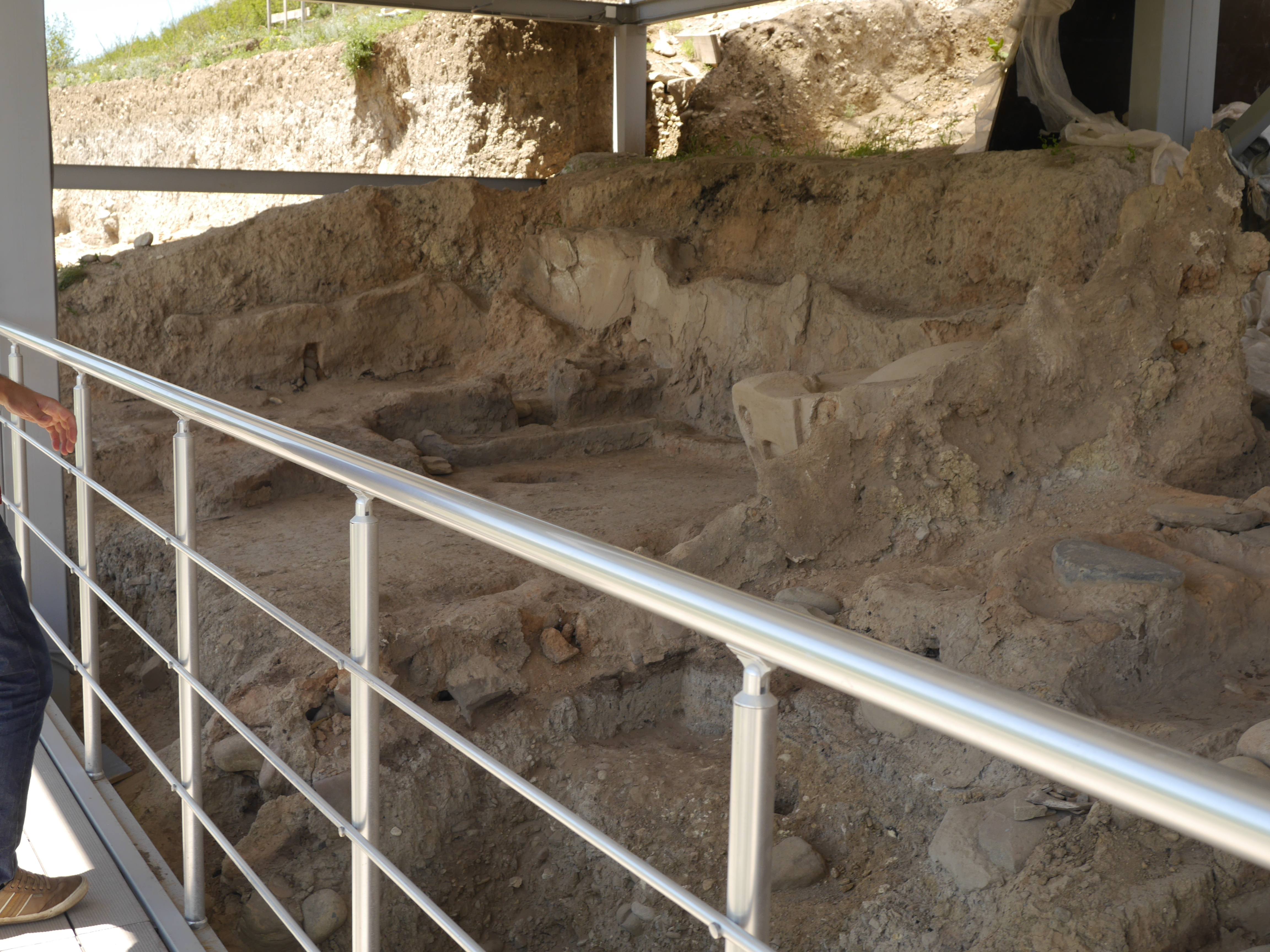
Stanowisko Grakliani

Grakliani Gora (gruz. გრაკლიანი გორა) – stanowisko archeologiczne na wzgórzu w pobliżu Kaspi we wschodniej Gruzji, gdzie odkryto liczne artefakty z okresu od epoki kamienia do starożytności oraz napisy w nieznanym alfabecie datowane na XI–X w. p.n.e. 

## Położenie
Grakliani leży we wsi Igoeti w pobliżu Kaspi we wschodniej Gruzji przy trasie autostrady z Tbilisi do Leselidze . 

## Historia
Stanowisko zostało odkryte w 2007 roku podczas prac przy poszerzaniu autostrady z Tbilisi do Leselidze . W 2015 roku zostało uznane za zabytek. Prace archeologiczne prowadzone były przez naukowców z Tbiliskiego Uniwersytetu Państwowego pod kierownictwem  Vakhtanga Licheliego  .
Dwa miesiące prac przyniosły odkrycie ponad 35 tys. artefaktów (m.in. zabawek i naczyń glinianych ), grobów i pozostałości osad z VII w. p.n.e. . Znaleziono tu m.in. kilka złotych i brązowych dysków datowanych na IV w. p.n.e., a także pieczęcie, używane do oznaczania dokumentów prawnych, które mają pochodzić z miasta Uruk w Mezopotamii . 
Stanowisko skrywa artefakty w jedenastu warstwach  z okresu od epoki kamienia do starożytności – IV–I w. p.n.e. }
W 2015 roku odkryto tu napisy wyrzeźbione na piedestale dwóch kamiennych ołtarzy świątynnych, dedykowanych bogini płodności z ok. VII w. p.n.e., których nie można przypisać żadnemu znanemu alfabetowi  . W 2016 roku powstanie napisów zostało datowane na ok. X–XI w. p.n.e. 